# Munku Sardyk
Der Munku Sardyk (russisch Мунку-Сардык, mongolisch Мөнх сарьдаг уул / ᠮᠣ᠊᠊ᠢ᠊ᠩ‍ᠭᠡᠡ᠋
ᠰ‍ᠠ‍᠊ᠷ᠊ᠢ᠊ᠳ᠋‍ᠠ‍᠊ᠬ
ᠡ‍ᠠ‍ᡍᠣ᠊᠊ᠯ᠊ᠨ, burjatisch Мүнхэ Һарьдаг) ist mit 3492 m der höchste Berg des Ostsajan (ein Südsibirisches Gebirge) in Asien. 
Der Gipfel des Berges erhebt sich auf der Grenze zwischen der Mongolei und Russland (Republik Burjatien). Er befindet sich im Ostsajan unmittelbar südlich bzw. südwestlich der Quellgebiete der Flüsse Oka und Irkut, die von seinen Flanken nach Norden bzw. Osten zur Angara fließen. Südlich des Bergs befindet sich der See Chöwsgöl Nuur (Chubsugul).